# Нина Симон
Јунис Кетлин Вејмон (енгл. Eunice Kathleen Waymon; 21. фебруар 1933 — 21. април 2003), познатија под сценским именом Нина Симон (Nina Simone), била је америчка певачица, композиторка, пијанисткиња, аранжер и активиста за људска права. Иако није волела да буде категорисана, Симон је највише повезана са џез музиком. Симон је првобитно тежила да постане класична пијанисткиња, али њен рад покрива разне варијанте музичких стилова као што су класична музика, џез, блуз, соул, ритам и блуз, фолк и госпел.